# 상지금니 대방광원각수다라요의경
상지금니 대방광원각수다라요의경(橡紙金泥 大方廣圓覺修多羅了義經)은 서울특별시 관악구 호림박물관에 있는, 고려 공민왕 6년(1357)에 만들어진 필사본 불경이다. 1984년 5월 30일 대한민국의 보물 제753호로 지정되었다.

## 개요
대방광원각수다라요의경은 줄여서 ‘원각경’이라고 부르기도 하며, 우리나라 승려들의 교과과목으로 채택되어 불교 수행의 길잡이 구실을 하는 경전이다. 우리나라에서는 고려의 지눌이 깊이 신봉하여 '요의경'이라고 한 뒤 크게 유행하였다. 
상지금니대방광원각수다라요의경(橡紙金泥大方廣圓覺修多羅了義經)은 갈색 종이에 금색 글씨로 불경을 정성스럽게 옮겨 쓰고, 불경의 내용을 요약하여 묘사한 변상도(變相圖)를 그려 화려하고 장엄하게 꾸민 것이다. 병풍처럼 펼쳐서 볼 수 있는 형태로 되어있는데, 권 상·하를 합쳐 한 권의 책으로 엮었으며, 접었을 때의 크기는 세로 26.5cm, 가로 11.5cm이다. 
간행기록을 보면 고려 공민왕 6년(1357)에 최적과 김청 등이 계항(戒桁)의 명복을 빌기 위해 펴낸 것이다. 책 앞부분에는 신장상과 변상도가 금색으로 그려졌고, 본문에는 지공 스님의 무생계법문(無生戒法文)과 혜능(慧能)의 법보단경(法寶壇經)이 실려 있다.  
글씨를 쓴 사람을 알 수 없으며 전체적인 솜씨가 떨어지지만, 고려시대 불경의 격식을 갖추고 있는 중요한 자료로 여겨진다.

## 참고 자료
- 상지금니 대방광원각수다라요의경 - 국가유산청 국가유산포털